# Michael C. Nolan
Michael C. Nolan, född 1963, är en amerikansk astronom.
Minor Planet Center listar honom som M. C. Nolan och som upptäckare av 1 asteroid.
Den 27 september 1984 upptäckte han asteroiden 3932 Edshay tillsammans med Carolyn S. Shoemaker.
Asteroiden 9537 Nolan är uppkallad efter honom.